# Bonatea porrecta
Bonatea porrecta är en orkidéart som först beskrevs av Harry Bolus, och fick sitt nu gällande namn av Victor Samuel Summerhayes. Bonatea porrecta ingår i släktet Bonatea och familjen orkidéer. Inga underarter finns listade i Catalogue of Life.